# وروت کوهستان بیل
وِروِت کوهستان بِیل (به انگلیسی: Bale Mountains vervet) (با نام علمی: Chlorocebus djamdjamensis) گونه ای میمون بر قدیم که روی سطح زمین زیست می‌کند و بومی انحصاری کشور اتیوپی است که در جنگل‌های بامبو در کوه‌های بیل یافت می‌شود. این جانور از ناشناخته‌ترین گونه‌های میمون در آفریقا است. این میمون‌ها معمولاً علاقه ای به مناطق انبوه و پُر درخت و بوته زارهای متراکم به عنوان زیستگاه خود ندارند. این میمون‌ها عمدتاً در جنگل‌های بامبو در کوه‌های بیل زندگی می‌کنند و غذای اصلی آن‌ها بامبو است. اما عوامل دیگری مانند آب و هوا و اقلیم، کیفیت خاک و بیماری‌ها احتمالاً در انتخاب این ناحیه برای زندگی آن‌ها نقش دارند. این جانور به‌طور کلی رفتاری بسیار آرام دارد اما هنگام مواجهه با انسان‌ها به سرعت پا به فرار می‌گذارد. این میمون همچنین به میمون بیل نیز معروف است.